# Culine
Culine (en serbe cyrillique : Цулине) est un village de Serbie situé dans la municipalité de Mali Zvornik, district de Mačva. Au recensement de 2011, il comptait 319 habitants.

## Géographie

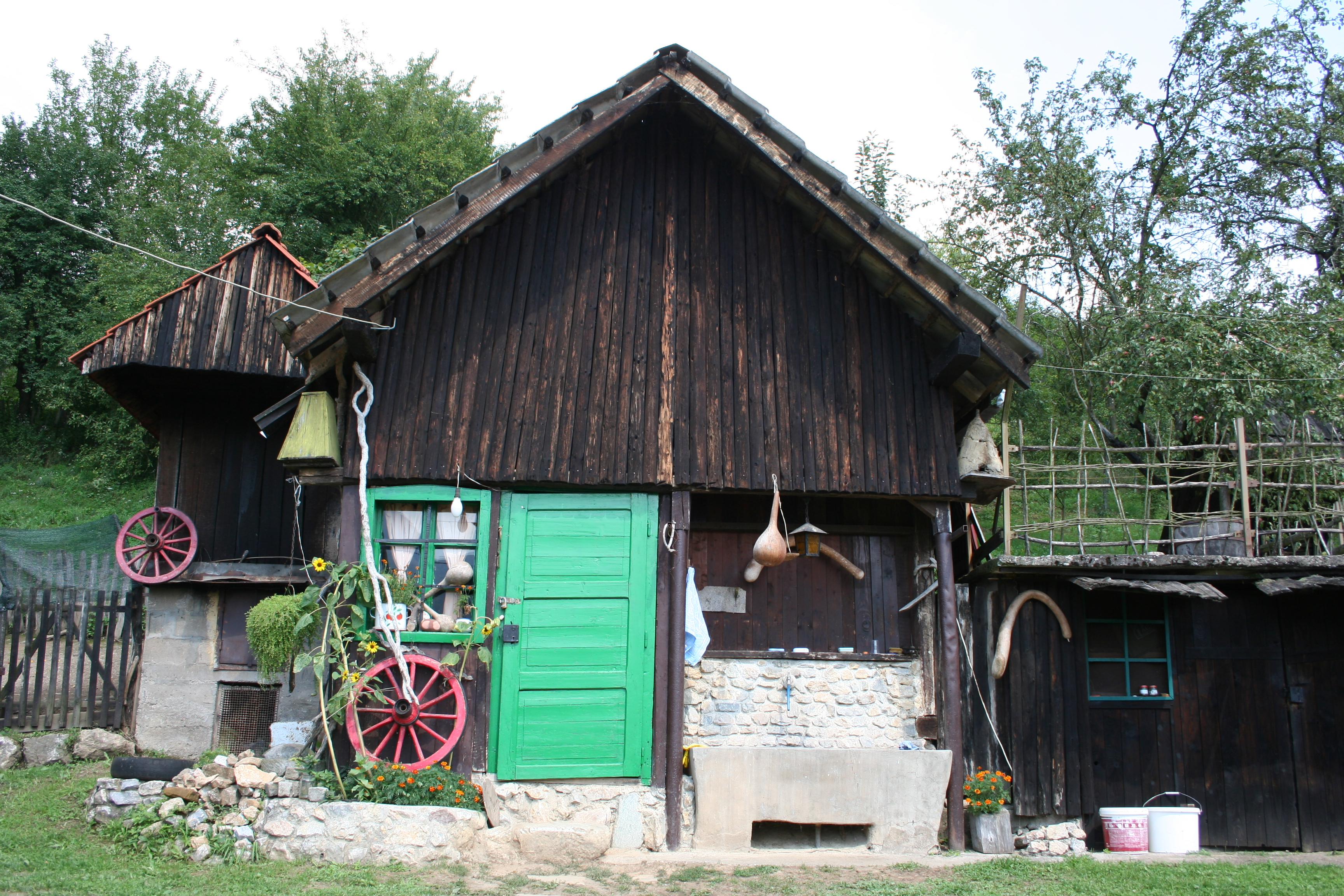
Maison rurale à Culine

Culine est une des plus petites localités de la municipalité à 15 km de Mali Zvornik. Son territoire, situé sur à proximité de la rive droite de la Drina, à la hauteur du lac de Zvornik, est traversé par la rivière Gojsanica qui donne son nom au hameau de Gojasnica ; ce hameau lui est administrativement rattaché au village.

## Histoire
Pendant la période ottomane, Culine faisait partie de la communauté locale de Čitluk. 

## Démographie

### Évolution historique de la population
| 1948 | 1953 | 1961 | 1971 | 1981 | 1991 | 2002 | 2011 |
| ---- | ---- | ---- | ---- | ---- | ---- | ---- | ---- |
| 688  | 711  | 544  | 516  | 495  | 429  | 389  | 319  |

|  |